# The Profiteers
The Profiteers er en amerikansk stumfilm fra 1919 af George Fitzmaurice.

## Medvirkende
- Fannie Ward som Beverly Randall
- John Miltern som Richard Randall
- Leslie Stuart som Tony Terle
- Edwin Stevens som Everett Dearing